# Patrycja Balcerzak
Patrycja Balcerzak (ur. 1 stycznia 1994 w Sieradzu) – polska piłkarka grająca na pozycji pomocniczki, II trenerka esktraligowego klubu.

## Kariera klubowa
Wychowanka MOSiR Sieradz. Seniorską karierę spędziła w: Pogoni Szczecin (2010–2012), Medyku Konin (2012–2018), Górniku Łęczna (2018–2019), niemieckim SC Sand (Willstätt) (2019–2022), hiszpańskim Sportingu Huelva (2022–2023), obecnie od sezonu 2023/24 w UKS SMS Łódź, gdzie pełni jednocześnie funkcję drugiej trenerki

## Kariera reprezentacyjna
W latach 2011–2021 w seniorskiej reprezentacji Polski kobiet rozegrała 78 oficjalnych spotkań międzypaństwowych, zdobywając w nich 15 goli.

## Kariera medialna
Od 2024 roku pełni również rolę ekspertki w TVP Sport.

## Popularyzacja sportu
W 2022 r. po raz pierwszy zorganizowała w Sieradzu młodzieżowy turniej piłki nożnej Balcerzak Cup. Jego druga edycja odbyła się w 2023 r., a trzecia – w czerwcu 2024 r. (w kategoriach orlik i młodzik zagrało ponad 200 zawodniczek oraz zawodników). W 2025 roku odbyła się czwarte edycja turnieju Balcerzak Cup, w którym udział wzięło prawie 300 zawodniczek i zawodnikóe. W 2025 roku Patrycja Balcerzak zorganizowała również camp dla pasjonatów piłki nożnej. Oprócz codziennych treningów na boisku, które prowadziła Patrycja Balcerzak odbyły się też wykłady z fizjoterapeutką oraz dietetykiem sportowym, a także spotkanie z trenerami – Bartłomiejem Zalewskim i Marcinem Kasprowiczem.